# Dipleurinodes
Dipleurinodes és un gènere d'arnes de la família Crambidae.

## Taxonomia
- Dipleurinodes bueaensis (Maes, 1996)
- Dipleurinodes comorensis Leraut, 1989
- Dipleurinodes mineti Leraut, 1989
- Dipleurinodes nigra Leraut, 1989
- Dipleurinodes phaeopalpia (Hampson, 1917)
- Dipleurinodes tavetae Maes, 2004